# Brama Lacka w Kamieńcu Podolskim
Brama Lacka (ukr. Верхня Польська брама, Werchnja Polśka brama) − kompleks umocnień Starego Miasta w Kamieńcu Podolskim od strony północno-zachodniej. 
Brama Górna składa się z Baszty Batorego, do której przylega Brama Wietrzna. W latach 1956—1958 prowadzono tam prace restauracyjne.
Poniżej, na brzegu Smotrycza położona jest Dolna Brama Lacka, która dopiero na przełomie XIX i XX wieków dała nazwę umocnieniom umieszczonym powyżej.